# Departamento Aguirre
Aguirre es un departamento ubicado en la provincia de Santiago del Estero (Argentina).

## Límites
La ley provincial N.º 353, que fue sancionada el 11 de noviembre de 1911, dividió el territorio de la provincia en departamentos, estableciendo los siguientes límites para el Departamento Aguirre:

Llevará este nombre la segunda sección del actual Departamento General Belgrano, sin alteración en sus límites.
 La Villa en la Estación Pinto llevará el nombre de la Estación y será la Capital del Departamento.

## Historia
Estuvo habitado por los abipones antes de la conquista por parte de los españoles, posteriormente se convirtió en frontera abierta de Chupitá, Lascomba y Vitiaca. Se establecieron los fortines de Libertad, La Viuda, Doña Lorenza y Taboada para contener a la población indígena.
El departamento fue creado mediante una ley provincial en el año 1911.

## Geografía
Aguirre se encuentra en la región sureste de la provincia. Limita al noreste con río Salado, que lo separa del departamento Belgrano, al norte con el departamento Avellaneda, al oeste y suroeste con los departamentos Salavina y Mitre, al sur con el departamento Rivadavia y al este con la provincia de Santa Fe.Tiene un municipio de tercera, Pinto, que es la cabecera ubicada a 246 km de la capital.
Según la clasificación climática de Köppen, la ciudad de Pinto y, por extensión, el departamento Aguirre tienen un clima subtropical húmedo sin estación seca, correspondiente a la categoría Cfa.

## Población
Cuenta con 8970 habitantes (Indec, 2022), lo que representa un incremento promedio anual del 1.4% frente a los 7610 habitantes (Indec, 2010) del censo anterior.
La mediana de edad se estableció en 29 años.
| Gráfica de evolución demográfica de Departamento Aguirre entre 1991 y 2022 |
|                                                                            |
| Fuente: censos nacionales del INDEC                                        |

## Localidades
La mayor parte de la población se concentra en la cabecera del departamento. El resto es población de carácter rural, dispersa o asentada en pequeñas localidades.
| Cabecera (Población 2010) | Localidades (Población 2010)                                     |
| ------------------------- | ---------------------------------------------------------------- |
| Pinto (4678 hab.)         | - Argentina (64 hab.) - Casares (1098 hab.) - Malbrán (803 hab.) |

## Economía
La economía del departamento se basa en la agricultura. Los departamentos General Taboada, Belgrano, Moreno y Aguirre son los mayores productores de sorgo de la provincia.